# Vicens Vacca
Vicens Vacca (Granollers, Barcelona; 1954) es un artista catalán considerado como uno de los referentes en el campo del arte sonoro.

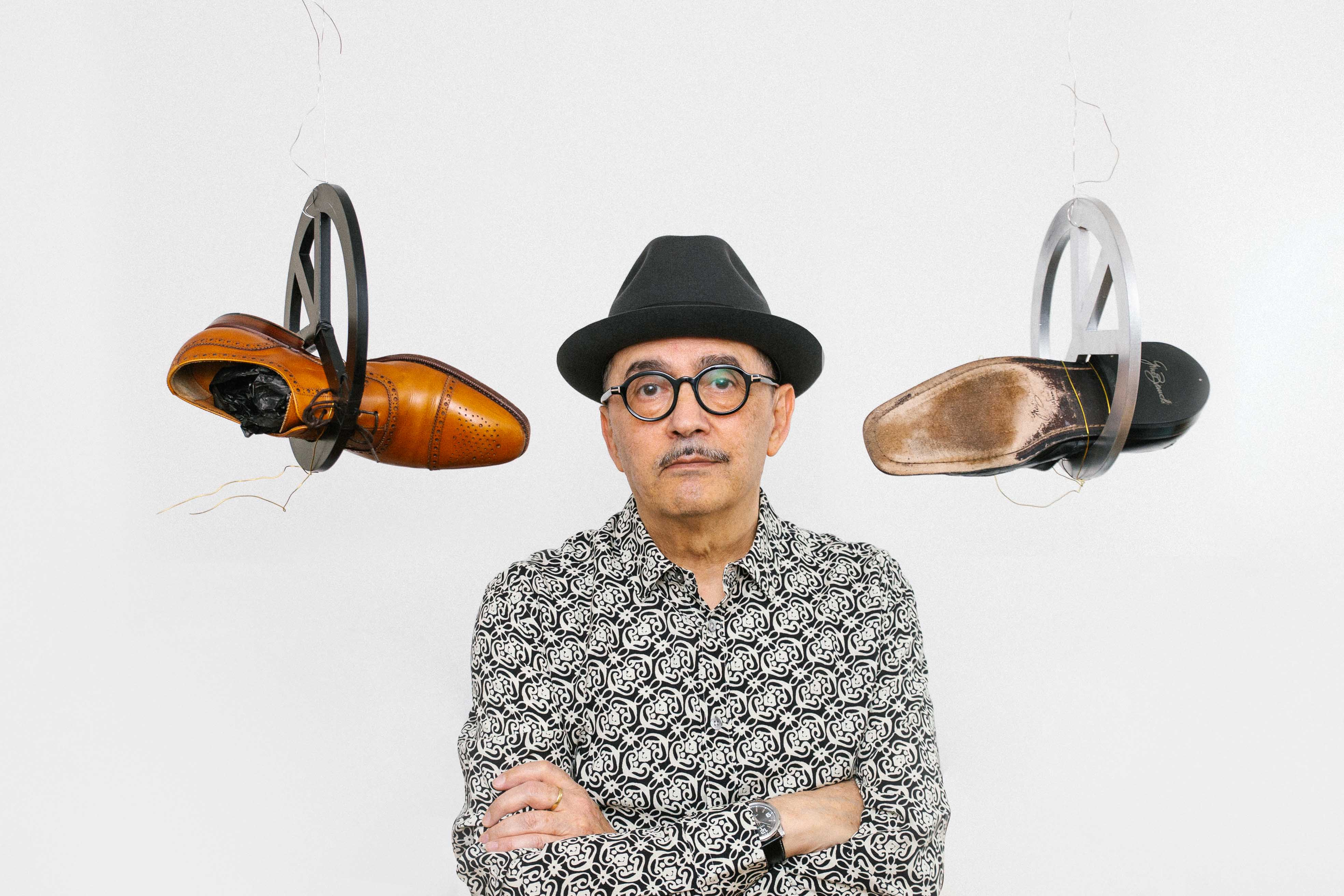
Vicens Vacca con Doble Amor & Psique (Fotografía Roc Pont, 2021)

## Biografía
Hijo del músico de Jazz Vicenç Vacca i Roca, su familia siempre estuvo vinculada a la música y a algunos escritores e intelectuales como Eugeni Xammar, Josep Pla o Carles Sindreu. Sus primeras manifestaciones artísticas fueron durante la década de los años 80 trabajando distintos aspectos del arte conceptual. Desde sus primeros trabajos de arte sonoro, que se remontan a 1990, el sonido nunca es un complemento adicional, sino un elemento corpóreo con cualidades plásticas, materializándose en el espacio de la acción como objeto escultórico. 
Entre sus colaboraciones destacan artistas como Pep Agut, Jordi Benito, Pep Duran, Carlos Pazos y Javier Peñafiel; o comisarios como Manel Clot. 
Sus trabajos han sido expuestos en el Museo Picasso de Barcelona, en el Museo Patio Herreriano de Valladolid, en el Espai d'Art Contemporani de Castelló (EACC), Iklectik (Londres) o Errant Sound (Berlin). En el año 2021, se presentó en el Centre d'Art Tecla Sala la exposición Fuera de ninguna parte en la que se abarcaba más de 35 años de la trayectoria del artista en los que ha experimentado con la incidencia del sonido en el medio artístico. En esa exposición se incluían algunas de sus primeras producciones como Literatura universal (1986); trabajos de referencia en su trayectoria como Història de la música (1996); o apps sonoras para teléfonos móviles como Zen (2016-2018) y Grand Hall Lament (2013), entre otras.

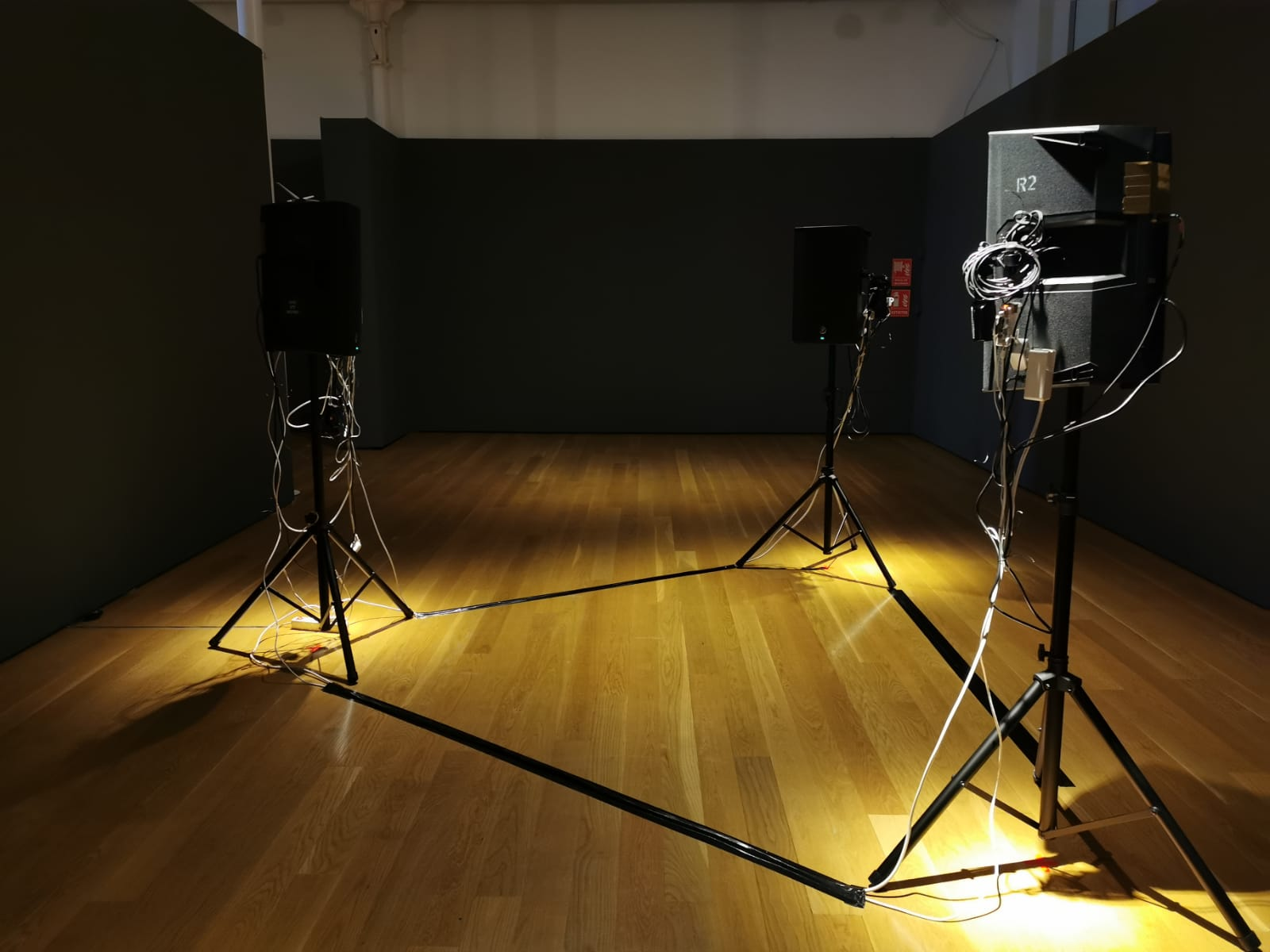
RETARD de Vicens Vacca en una de las salas del Centre d'Art Tecla Sala, en el marco de la exposición retrospectiva Fuera de ninguna parte (2021)

En el texto que escribió Valentín Roma, escritor, historiador del arte, comisario de exposiciones, para el catálogo de la exposición SOS en el Espai d'Art Contemporani de Castelló (EACC), Roma decía sobre Vacca: "Hay algo equívoco –y por ello fascinante– en cómo el propio artista se describe o describe sus propuestas. En su manera de atender a lo fallido, en sus formas de señalar lo ausente, en su inclinación a sobre indicar qué sitios epistemológicos ha abandonado. Esto, unido a lo huidizo de su propia figura para cualquier inquietud sistémica, fundamentalmente para los sistemas del arte, hacen de Vacca un caso perfecto con el que tranquilizar las asperezas que implica cualquier heterodoxia. Pero precisamente por eso, porque Vacca no milita en ninguna capilla ni en ningún nicho de época, su obra, o mejor su desobra, resulta tan apabullante y de tanta rotundidad”.
El crítico y comisario de exposiciones Luis Francisco Pérez se refería al artista en el catálogo de la exposición Fuera de ninguna parte de la siguiente manera: "Vicens Vacca ha sido siempre, esencialmente, artista por placer y por conocimiento de la materia, pero un artista muy «raro», es decir, libre, y que en todas las ocasiones que ha tenido la oportunidad de mostrar su trabajo (menos de las debidas si el sistema del arte de este país estuviera más normalizado) ha logrado expandir su idea e interpretación de la creación artística por medio de un universo objetual tan complejo como intelectualmente muy sofisticado. Esencialmente por su interés en re-estructurar y alterar el signo enunciador de ese objeto, y sin por ello abandonar la segura afirmación de estar creando una escultura otra, que en absoluto traiciona su propia herencia, y bien al contrario: la dilata en cuestionamientos internos, la descompone en sus procesos y fines, la destruye como territorio de significación para invertir y transformar (jamás, nunca, para tergiversar o confundir gratuitamente) la oculta dimensión conceptual de todo objeto de arte".
El trabajo de Vicens Vacca forma parte de la Colección Nacional de Arte Contemporáneo de la Generalitat de Catalunya.
1. ↑  Bosco, Roberta (20 de diciembre de 2021). «Vicens Vacca y el sonido hecho arte». El País (Barcelona). Consultado el 6 de marzo de 2023.
2. ↑  Torra, Karles (2010). «Granollers i la febre del jazz.». Ponències. Revista del Centre d'Estudis de Granollers. (en catalán). Centre d'Estudis de Granollers. Consultado el 29 de junio de 2018.
3. ↑  Donaire, Lola (2010). Entre la destreza y el desastre (Museu de Granollers edición). Granollers: Museu de Granollers. pp. 13-14. ISBN 978-84-937059-4-7.
4. ↑  Donaire, Lola (2010). Entre la destreza y el desastre (Museu de Granollers edición). Granollers: Museu de Granollers. pp. 16-19. ISBN 978-84-937059-4-7.
5. ↑  Queralt, Rosa (2007). «VACCA. Cómo abrir un horizonte de significados». ARTECONTEXTO (14): 123.
6. ↑  Agut, Pep (2010). «Dossier del artista». Galeria Àngels Barcelona. Archivado desde el original el 4 de febrero de 2016. Consultado el 29 de junio de 2018.
7. ↑  Parcerisas, Pilar (2008). Quan l'art es deu a l'energia de l'art. Catàleg 10 anys d'MXEspai (1a edición edición). Barcelona: 1010. pp. 2-4. Consultado el 29 de junio de 2018.
8. ↑  Duran, Pep (2005). Mudo (amb drippings sonors de Vacca) (1a edición edición). Vic: Eumogràfic, D.L.
9. ↑  Pazos, Carlos (1 de agosto de 2016). «Cuadros y Cuadra». Arteinformado. Espacio Iberoamericano de arte. Consultado el 29 de junio de 2018.
10. ↑  Pérez, Luis Francisco (2005). «003 javier peñafiel / vacca :: salomé cuesta / bárbaro miyares». Arts al Palau. Estiu. Gandia: 1-30. Archivado desde el original el 10 de octubre de 2007. Consultado el 29 de junio de 2018.
11. ↑  Fusté / Permanyer, Glòria / Maria (coord.) (Octubre de 2017). Utopies persistents. Col·lecció d'art contemporani del Museu de Granollers (1a edición). Granollers: Museu de Granollers. pp. 25-26, 33, 85-91. ISBN 978-84-87790-85-0. Consultado el 29 de junio de 2018.
12. ↑  «Agenda de actividades del Museu Picasso de Barcelona». TEMPORAL en el MUSEU PICASSO. 9 de marzo de 2018. Consultado el 29 de junio de 2018.
13. ↑  «Exposiciones Museo Patio Herreriano». Espacio. Sonido. Silencios. 5 de junio de 2017. Archivado desde el original el 8 de junio de 2017. Consultado el 29 de junio de 2018.
14. ↑  «Sos de Vicens Vacca en el EACC». eacc.ivc.gva.es. Consultado el 19 de enero de 2021.
15. ↑  «Agenda Catalan Arts. Generalitat de Catalunya». "A 440" de VACCA. 4 de marzo de 2018. Consultado el 29 de junio de 2018.
16. ↑  «VICENS VACCA – Errant Sound» (en inglés estadounidense). Consultado el 19 de enero de 2021.
17. ↑  «Vicens Vacca. Fuera de ningún lugar».
18. ↑  Roma, Valentín (2020).  Generalitat Valenciana. Conselleria d'Educació, Cultura i Esports, ed. Los detalles del diablo. Una aproximación crítica a Vacca (en castellano y valenciano). Depósito Legal V- 2021-2020. Castelló. pp. 10-17.
19. ↑  Pérez, Luis Francisco (2022). «Otras y nuevas afinidades electivas. Escenarios y estrategias de representación en las constelaciones de Vicens Vacca.».  En Centre d'Art Tecla Sala, ed. Vicens Vacca. Fora de cap lloc. L'Hospitalet de Llobregat: Centre d'Art Tecla Sala (Ajuntament de L'Hospitalet de Llobregat). p. p. 76. ISBN 978-84-123745-6-8.
20. ↑  «El Departamento de Cultura destina 2,4 millones a la Colección Nacional». https://www.bonart.cat/es. 18 de febrero de 2023.

.